# Val-Cenis
Val-Cenis ist eine französische Gemeinde mit 2.092 Einwohnern (Stand: 1. Januar 2022) im Département Savoie in der Region Auvergne-Rhône-Alpes. Sie gehört zum Arrondissement Saint-Jean-de-Maurienne und zum Kanton Modane. Die Einwohner werden Cenisiens genannt.

## Geographische Lage
Val-Cenis liegt rund 60 Kilometer südsüdöstlich von Albertville in der Vanoise. Im Gemeindegebiet liegt das gleichnamige Skigebiet. Umgeben wird Val-Cenis von den Nachbargemeinden Champagny-en-Vanoise im Norden und Nordwesten, Tignes im Norden und Nordosten, Val-d’Isère im Nordosten, Bessans im Osten, Novalesa, Moncenisio, Venaus, Jaillons, Exilles im Osten und Südosten,  Bardonecchia im Süden, Avrieux im Südwesten, Aussois im Westen sowie Pralognan-la-Vanoise im Süden und Westen.

## Geschichte
Zum 1. Januar 2017 wurde Val-Cenis als Commune nouvelle aus den bis dahin eigenständigen Kommunen Bramans, Lanslebourg-Mont-Cenis, Lanslevillard, Sollières-Sardières und Termignon gebildet.

## Gliederung
| Ortsteil                      | ehemaliger INSEE-Code | Fläche (km²) | Einwohnerzahl (2016) |
| ----------------------------- | --------------------- | ------------ | -------------------- |
| Bramans                       | 73056                 | 092,26       | 456                  |
| Lanslebourg-Mont-Cenis        | 73143                 | 093,61       | 633                  |
| Lanslevillard                 | 73144                 | 039,84       | 492                  |
| Sollières-Sardières           | 73287                 | 033,31       | 175                  |
| Termignon (Verwaltungssitz)00 | 73290                 | 149,03       | 360                  |

## Sehenswürdigkeiten

### Bramans
- Kirche Saint-Pierre-d’Extravanche, Monument historique
- Kapelle Notre-Dame-de-la-Délivrance

### Lanslebourg-Mont-Cenis
- Kirche Notre-Dame-de-l'Assomption

### Lanslevillard
- Kirche Saint-Michel, Monument historique
- Kapelle Saint-Sébastien
- Kapelle Saint-Antoine in der Ortschaft La Fesse-d’Haut, Monument historique

### Sollières-Sardières
- Monolith von Sardières

### Termignon
- Kirche Notre-Dame-de-l’Assomption
- Kirche Notre-Dame-de-la-Visitation, Monument historique

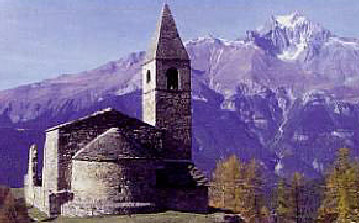
Kirche Saint-Pierre-d’Extravanche (Bramans)
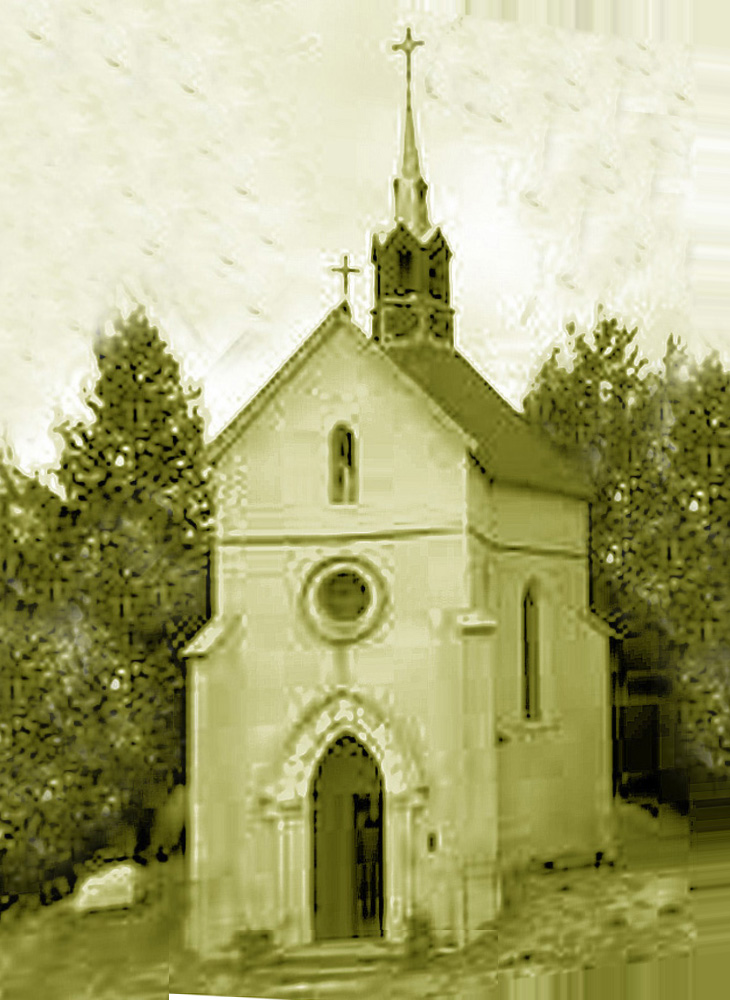
Kapelle Notre-Dame-de-la-Délivrance (Bramans)
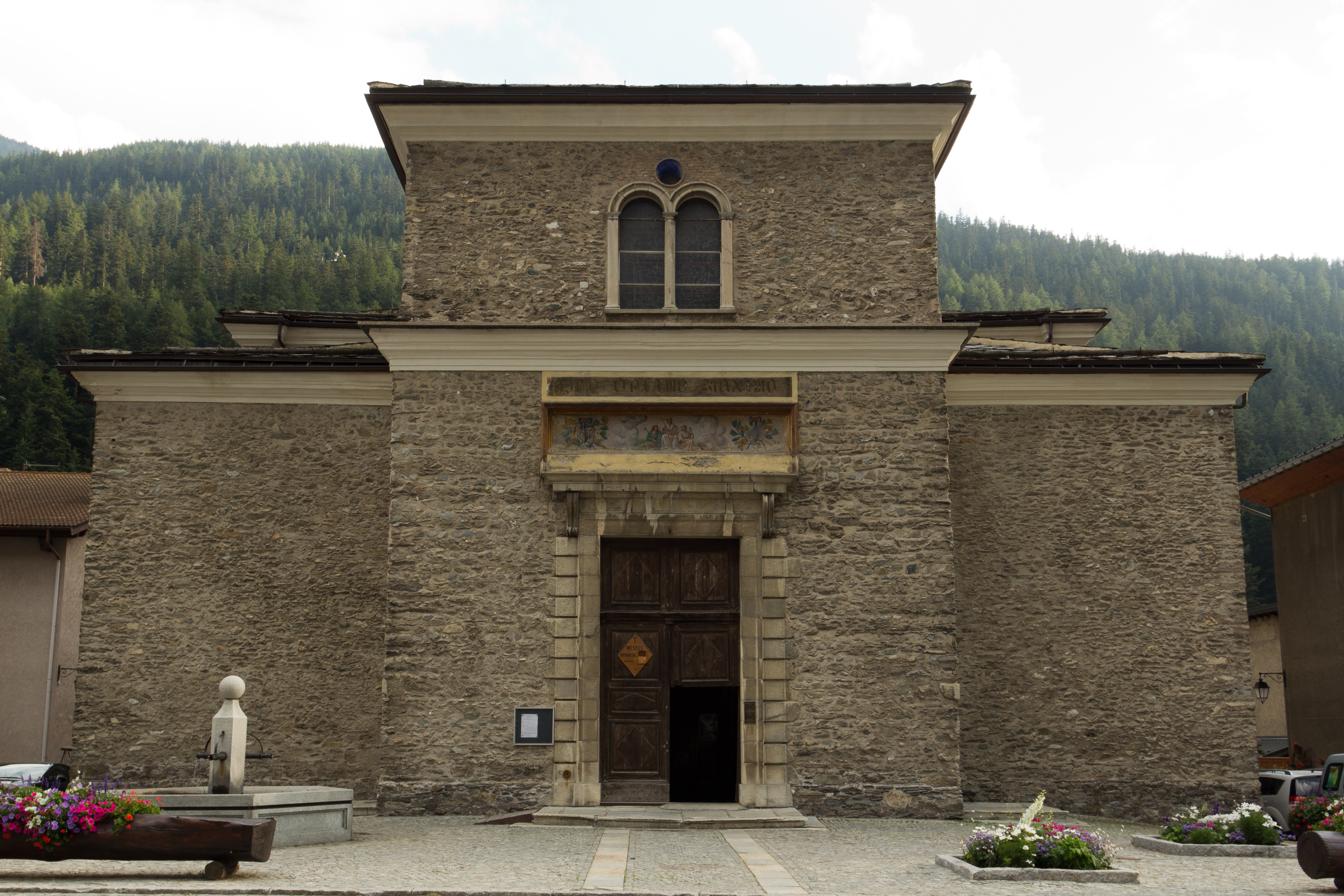
Kirche Notre-Dame-de-l'Assomption (Lanslebourg-Mont-Cenis)
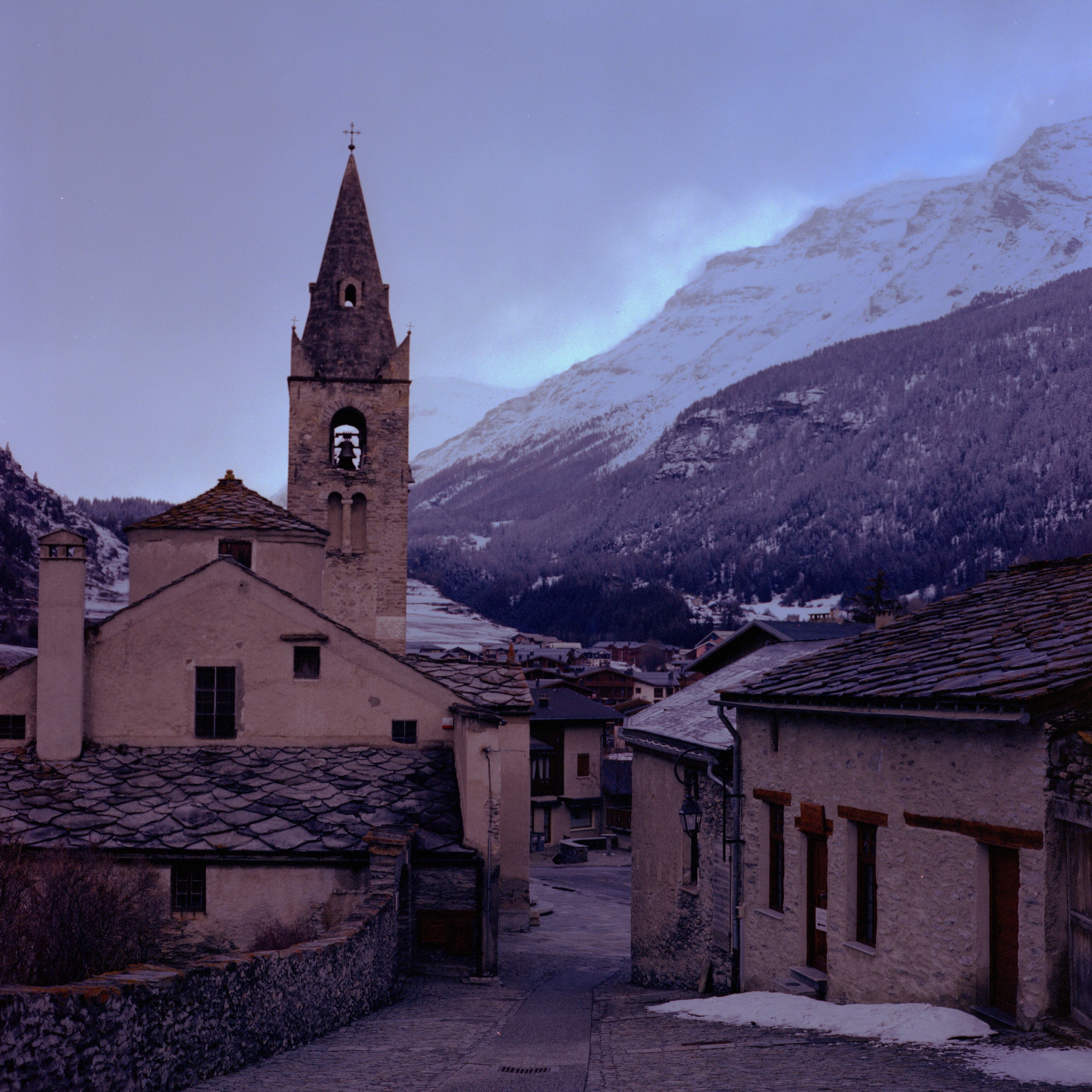
Kirche Saint-Michel (Lanslevillard)
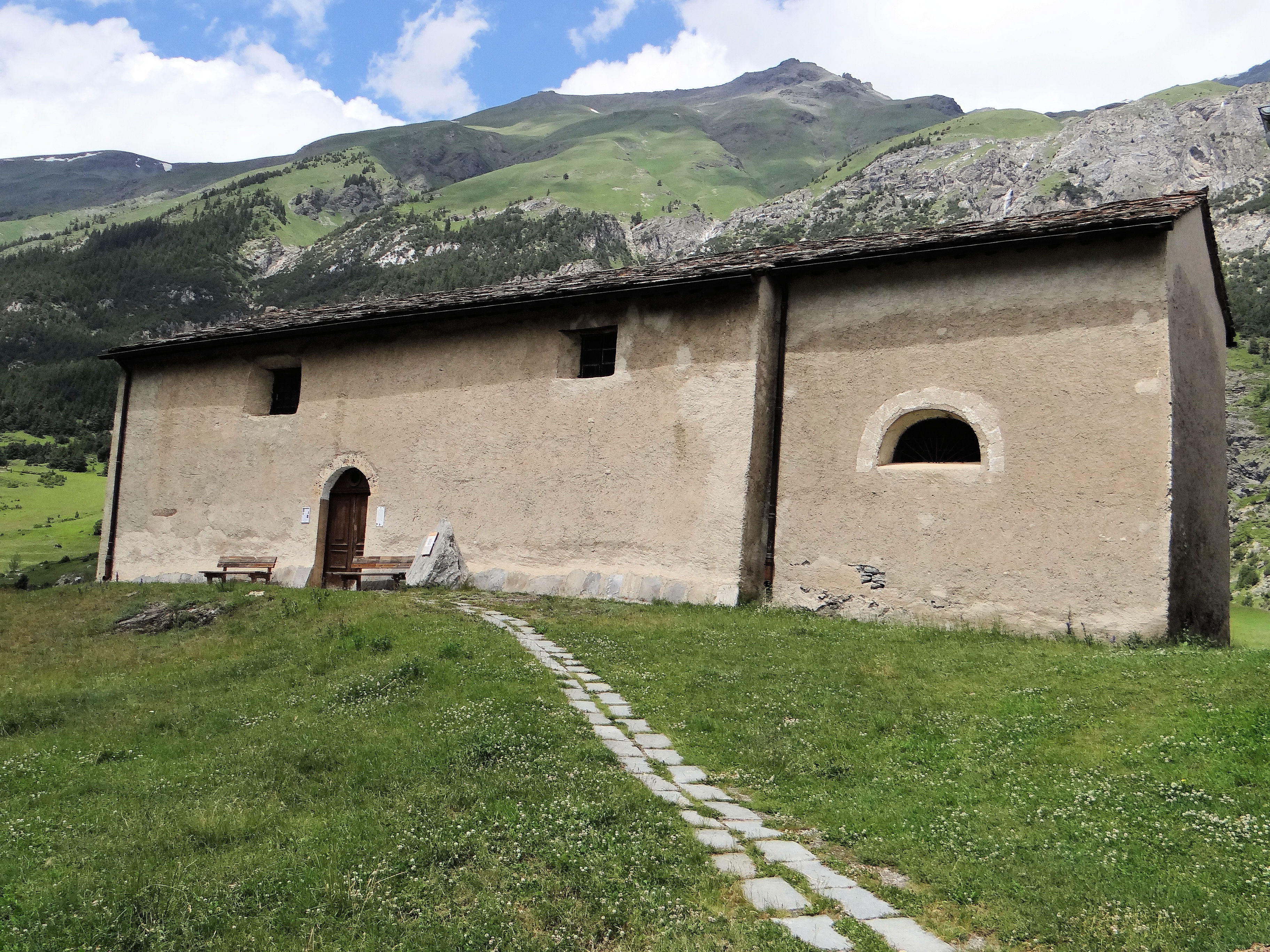
Kapelle Saint-Sébastien (Lanslevillard)
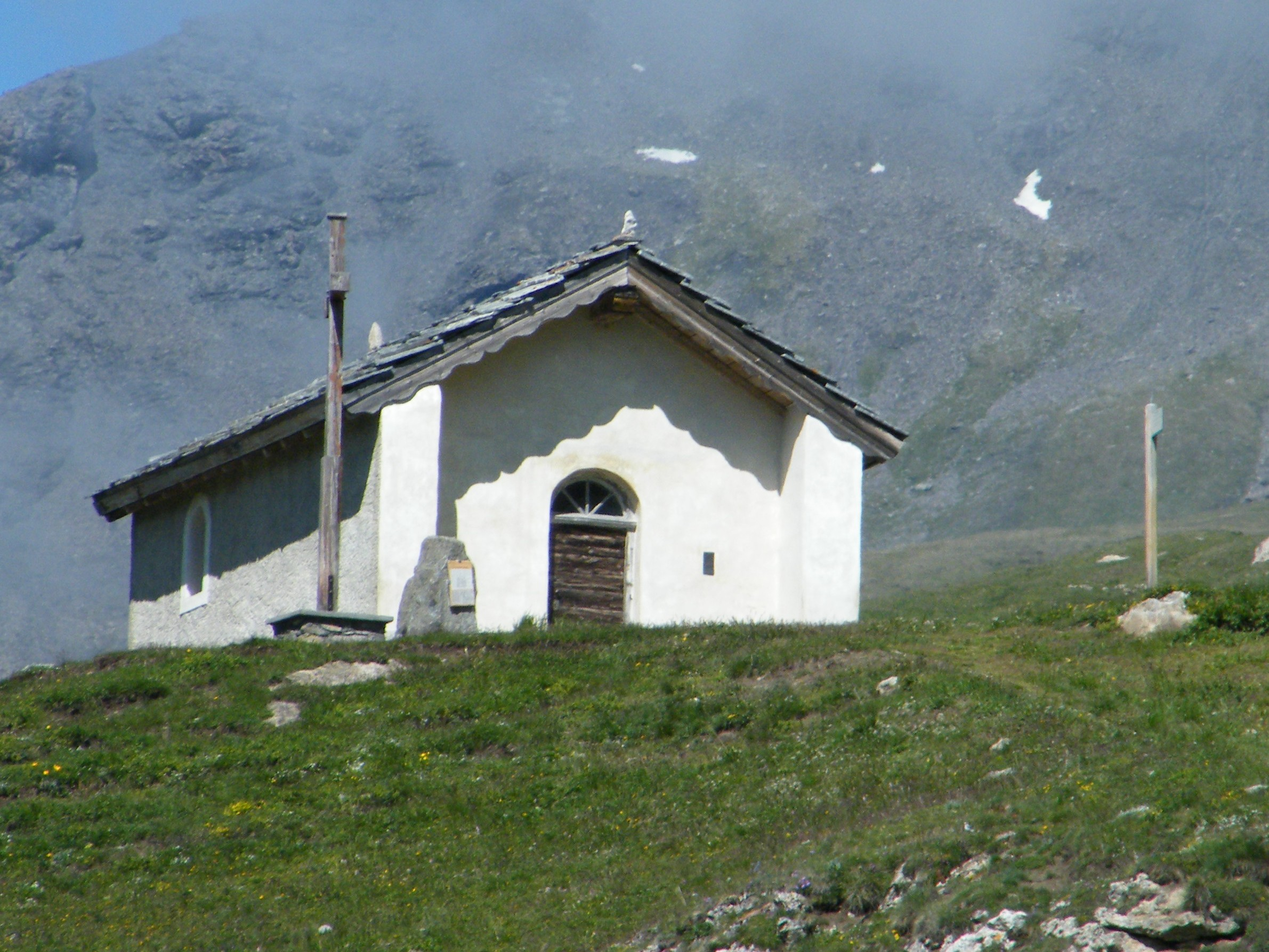
Kapelle Saint-Antoine (Lanslevillard/La Fesse-d’Haut)
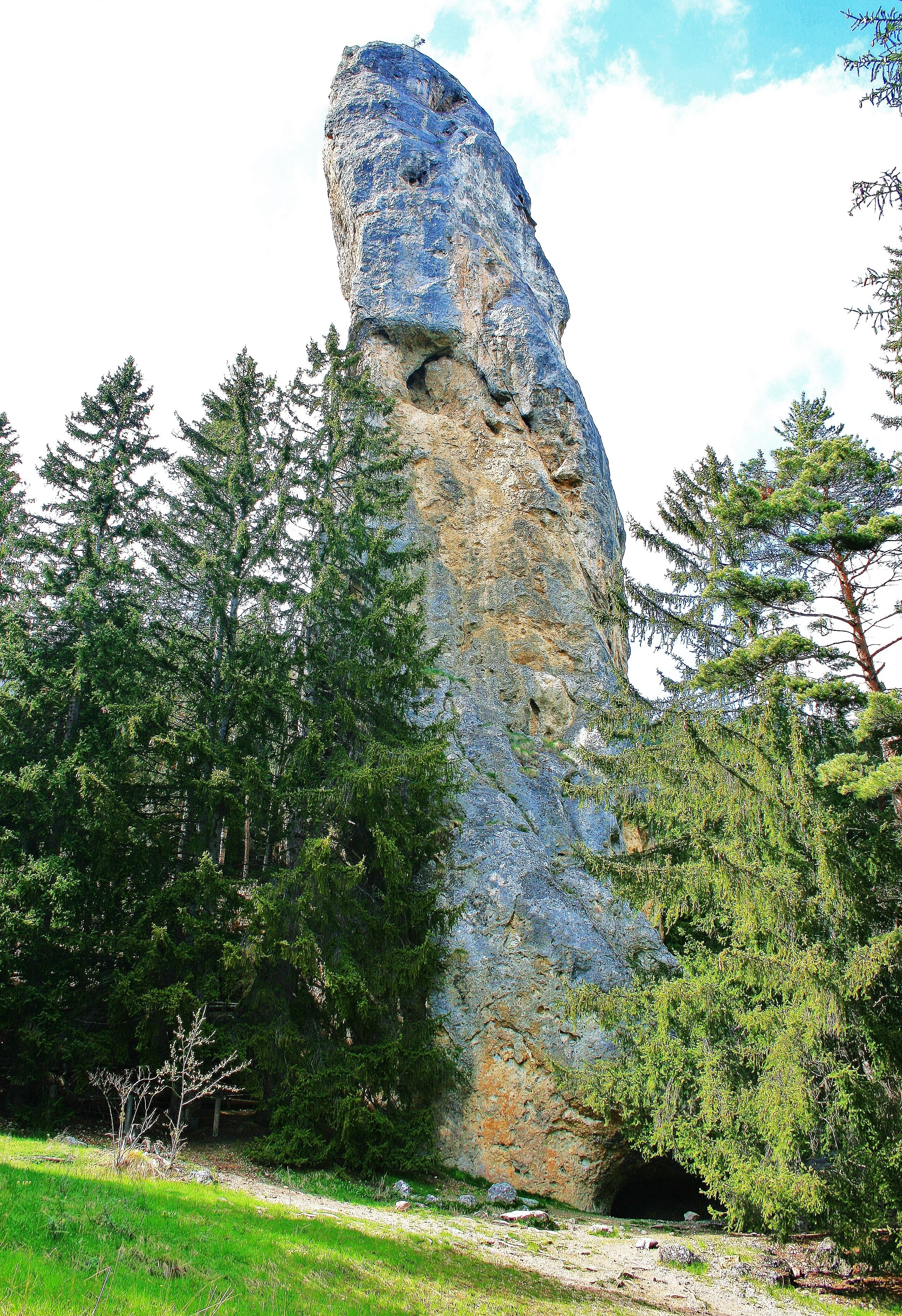
Monolith von Sardières
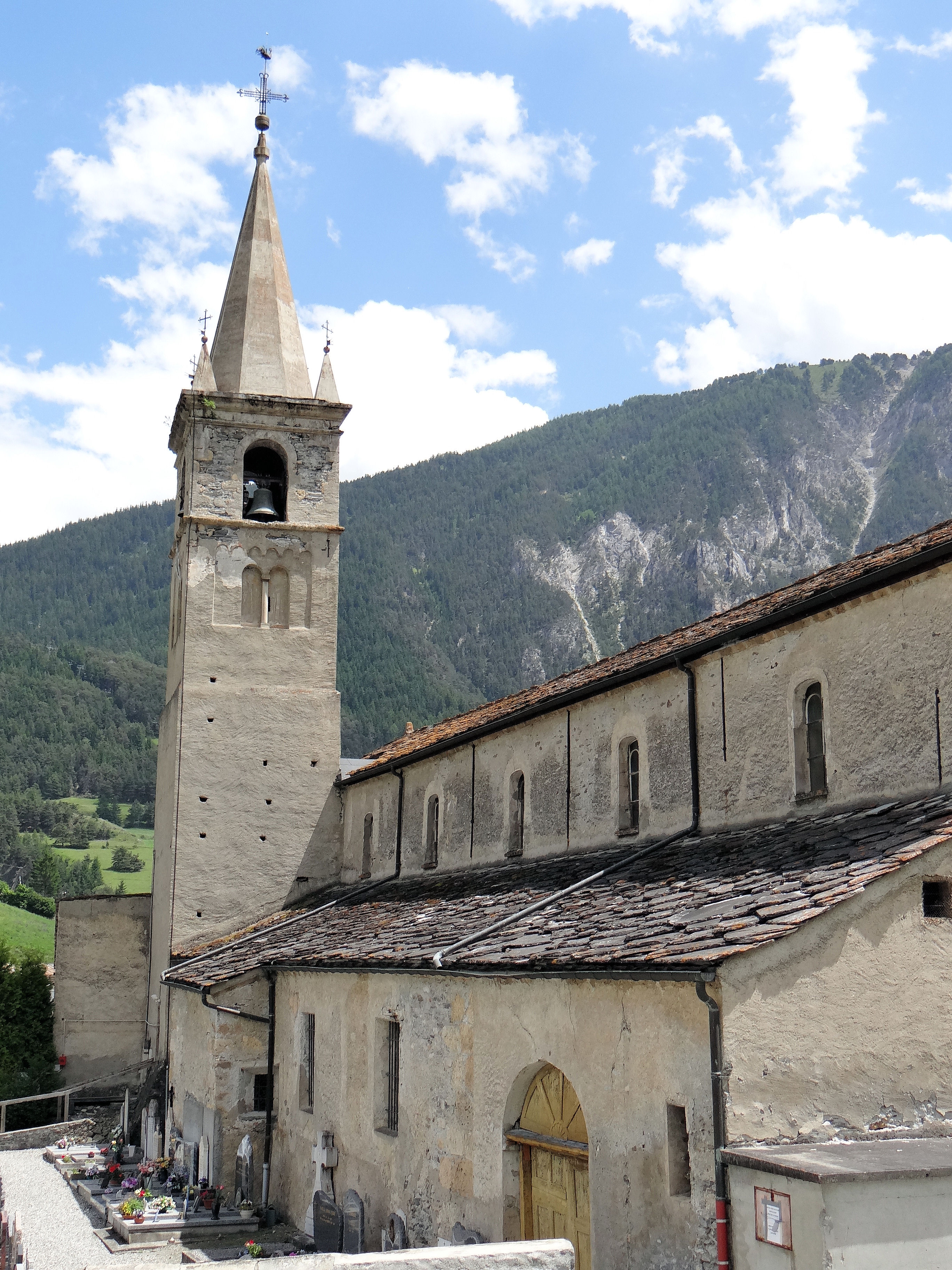
Kirche Notre-Dame-de-l'Assomption (Termignon)
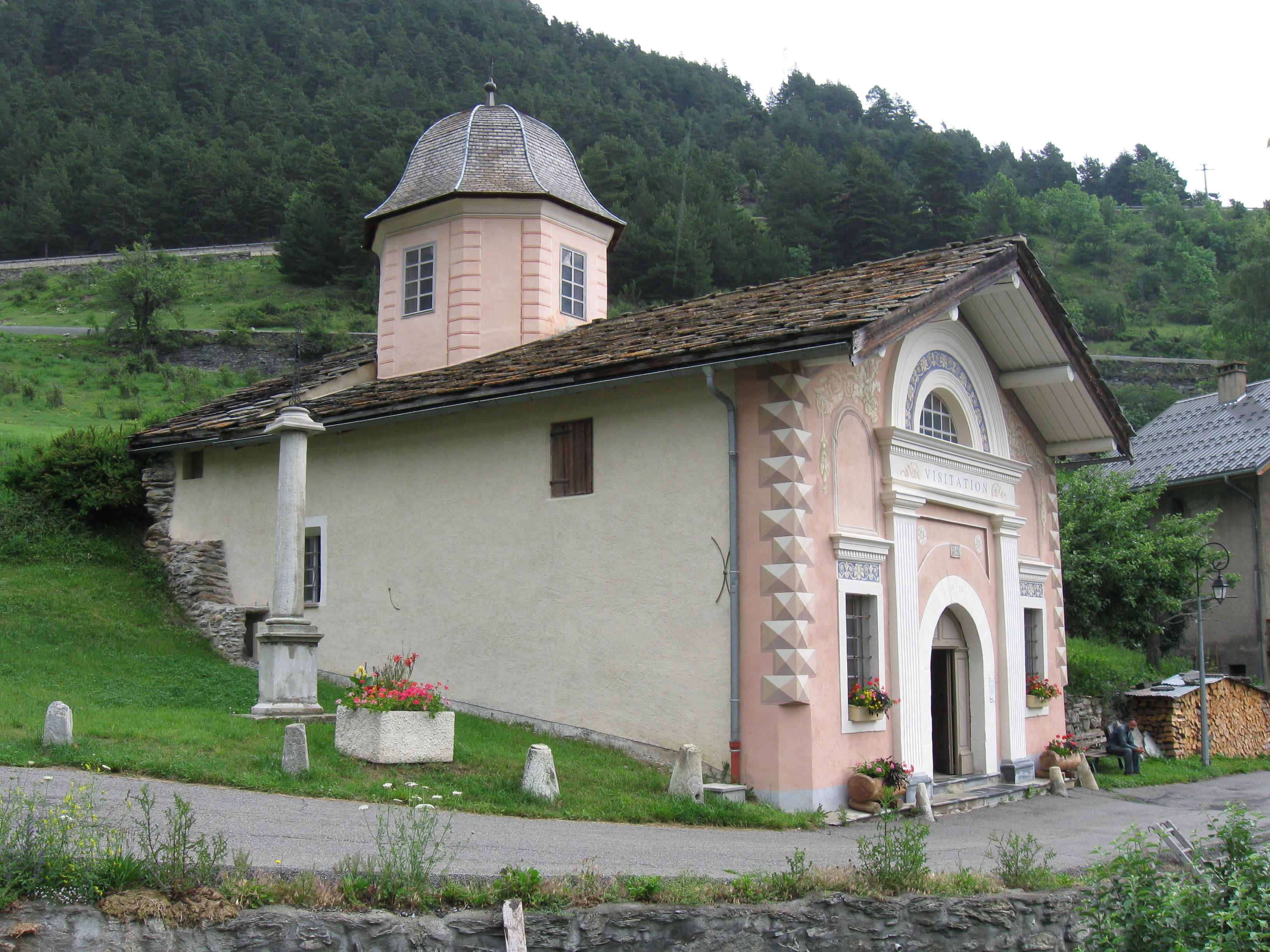
Kapelle Notre-Dame-de-la-Visitation (Termignon)
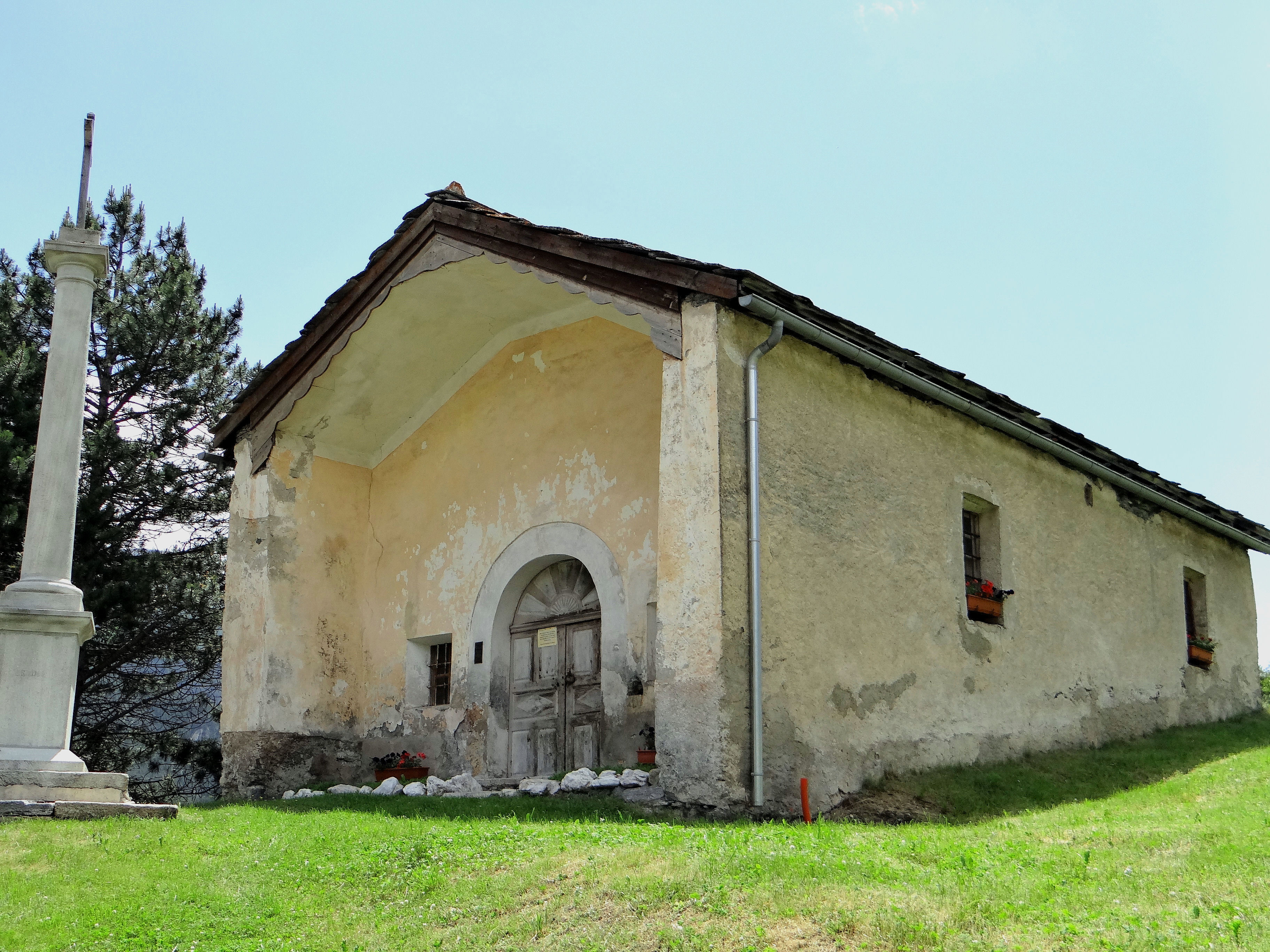
Kapelle Saint-Roch (Termignon)